# 楊弘 (後漢)
楊 弘（よう こう、生没年不詳）は、中国後漢時代末期の政治家。

## 略歴
| 姓名         | 楊弘     |
| 時代         | 後漢時代 |
| 生没年       | 〔不詳〕 |
| 字・別号     | 〔不詳〕 |
| 出身地       | 〔不詳〕 |
| 職官         | 長史     |
| 爵位・号等   | -        |
| 陣営・所属等 | 袁術     |
| 家族・一族   | 〔不詳〕 |

袁術配下の長史。史実における具体的事跡は不明。建安4年（199年）6月、袁術が没落して病死すると、楊弘は張勲と共に孫策を頼ろうとしたが、道中で劉勲の待ち伏せにより捕虜にされた。その後の楊弘の行方は不明である。

## 物語中の楊弘
小説『三国志演義』では、「楊大将」という人名で登場する。実は、『三国志』呉志にある「術死 長史楊弘 大將張勳等」という記述がある。『演義』では、「弘」という字は見落とされたため、「長史楊大將 張勳等」となっている。
袁術が孫策を討とうとすると、楊大将は、先に小沛の劉備を討伐すべきと主張し、徐州の呂布に兵糧を送って懐柔するよう進言する。しかし、呂布はその懐柔策に乗らず、小沛を攻撃した袁術の部将紀霊と劉備を調停してしまう。
後に曹操らの連合軍が寿春へ攻め込んでくると、楊大将は寿春を捨てて淮南へ逃げるよう袁術に薦め、自分もこれに同行する。なお、寿春には李豊ら4将が残留するが、曹操に敗れて残らず処刑されている。楊大将もその後は登場しない。